# Banzenweiler (Feuchtwangen)
Banzenweiler ist ein Gemeindeteil der Stadt Feuchtwangen im Landkreis Ansbach (Mittelfranken, Bayern). Die Gemarkung Banzenweiler hat eine Fläche von 11,607 km². Sie ist in 1097 Flurstücke aufgeteilt, die eine durchschnittliche Fläche von 10.580,74 m² haben. In ihr liegen neben dem namensgebenden Ort die Gemeindeteile Bieberbach, Georgenhof, Jungenhof, Krebshof, Krobshausen, Leiperzell, Oberransbach, Oberrothmühle, Poppenweiler, Unterransbach, Unterrothmühle und Weiler am See.

## Geografie
Das Dorf liegt etwa drei Kilometer nordnordwestlich der Feuchtwanger Stadtmitte beiderseits der flachen Mulde am Bieberbach, dem etwa dreiviertel Kilometer südöstlich der Sulzach von rechts zuläuft. 0,5 km nordöstlich liegt das Hausfeld. Dort steht eine Eiche, die als Naturdenkmal klassifiziert wurde. Die Bundesstraße 25 führt an Krobshausen vorbei nach Dorfgütingen (2,5 km nördlich) bzw. nach Feuchtwangen (3 km südlich). Eine Gemeindeverbindungsstraße führt nach Bieberbach (1,5 km westlich).

## Geschichte
Banzenweiler lag im Fraischbezirk des ansbachischen Oberamtes Feuchtwangen. 1732 gab es 10 Anwesen, außerdem eine Schule, die 1697 von Dekan Hamberger gegründet wurde, und ein Gemeindehirtenhaus. Grundherren waren das Oberamt Feuchtwangen (Stiftsverwalteramt Feuchtwangen: 6 Anwesen; Klosterverwalteramt Sulz: 1 Anwesen) und das Hochstift Augsburg (2 Anwesen). Ein Anwesen war ein Freieigen der Besitzerfamilie. Gegen Ende des Alten Reiches unterstanden alle Anwesen der Grundherrschaft des Oberamts Feuchtwangen. Von 1797 bis 1808 unterstand der Ort dem Justiz- und Kammeramt Feuchtwangen. 
1806 kam Banzenweiler an das Königreich Bayern. Mit dem Gemeindeedikt (frühes 19. Jahrhundert) wurde Banzenweiler dem Steuerdistrikt Breitenau zugeordnet. Wenig später entstand die Ruralgemeinde Banzenweiler. Zu dieser gehörten Bieberbach, Georgenhof, Jungenhof, Krebshof, Krobshausen, Leiperzell, Oberransbach, Oberrothmühle, Poppenweiler, Unterransbach, Unterrothmühle und Weiler am See. Sie war in Verwaltung und Gerichtsbarkeit dem Landgericht Feuchtwangen und in der Finanzverwaltung dem Rentamt Feuchtwangen zugeordnet (1919 in Finanzamt Feuchtwangen umbenannt). Ab 1862 gehörte Elbersroth zum Bezirksamt Feuchtwangen (1939 in Landkreis Feuchtwangen umbenannt) und von 1943 bis 1973 zum Finanzamt Dinkelsbühl, seit 1973 zum Finanzamt Ansbach. In der Gerichtsbarkeit blieb das Landgericht Feuchtwangen zuständig (1879 in Amtsgericht Feuchtwangen umbenannt), seit 1973 ist es das Amtsgericht Ansbach. Die Gemeinde hatte 1964 eine Gebietsfläche von 11,736 km². Im Zuge der Gebietsreform in Bayern wurde sie am 1. Juli 1971 nach Feuchtwangen eingemeindet.

## Einwohnerentwicklung
Gemeinde Banzenweiler
| Jahr      | 1818  | 1840   | 1852   | 1855   | 1861   | 1867   | 1871   | 1875   | 1880   | 1885   | 1890   | 1895   | 1900   | 1905   | 1910   | 1919   | 1925   | 1933   | 1939   | 1946   | 1950   | 1952   | 1961   | 1970   |
| Einwohner | 370   | 368    | 415    | 410    | 416    | 405    | 402    | 435    | 429    | 425    | 411    | 391    | 386    | 385    | 401    | 405    | 388    | 358    | 334    | 490    | 479    | 374    | 312    | 301    |
| Häuser    | 65    | 62     |        |        |        |        | 74     |        |        | 81     | 81     |        | 80     |        |        |        | 68     |        |        |        | 62     |        | 67     |        |
| Quelle    | [ 9 ] | [ 15 ] | [ 16 ] | [ 16 ] | [ 17 ] | [ 18 ] | [ 19 ] | [ 20 ] | [ 21 ] | [ 22 ] | [ 23 ] | [ 16 ] | [ 24 ] | [ 16 ] | [ 25 ] | [ 16 ] | [ 26 ] | [ 16 ] | [ 16 ] | [ 16 ] | [ 27 ] | [ 16 ] | [ 11 ] | [ 28 ] |

Ort Banzenweiler
| Jahr      | 001818 | 001840 | 001861 | 001871 | 001885 | 001900 | 001925 | 001950 | 001961 | 001970 | 001987 |
| Einwohner | 92     | 79     | 78     | 81     | 103    | 80     | 95     | 131    | 87     | 70     | 67     |
| Häuser    | 14     | 16     |        |        | 20     | 19     | 17     | 18     | 21     |        | 22     |
| Quelle    | [ 9 ]  | [ 15 ] | [ 17 ] | [ 19 ] | [ 22 ] | [ 24 ] | [ 26 ] | [ 27 ] | [ 11 ] | [ 28 ] | [ 1 ]  |

## Religion
Der Ort ist seit der Reformation evangelisch-lutherisch geprägt und bis heute nach St. Johannis (Feuchtwangen) gepfarrt. Die Einwohner römisch-katholischer Konfession sind nach St. Ulrich und Afra (Feuchtwangen) gepfarrt.